# Dwór z otoczeniem parkowym w Niegoszowicach
Dwór z otoczeniem parkowym w Niegoszowicach  – zabytkowy dwór, znajdujący się w Niegoszowicach, w gminie Zabierzów, w powiecie krakowskim.
Obiekt wraz z otoczeniem ogrodowym i drzewostanem wpisany został do rejestru zabytków nieruchomych województwa małopolskiego.

## Historia
Pierwszym właścicielem był dziekan kapituły krakowskiej, ksiądz Michał Sołtyk. Około 1800 roku, wykorzystując stare mury budynku z XVI wieku zajął się budową obecnie istniejącego dworu. Kolejnym dziedzicem został Jan Kanty Bobrowski, a następnie Agnieszka Bathowa. W 1832 roku dwór kupił pułkownik Benedykt Zielonka, a od 1874 właścicielem został Kazimierz Chwalibogowski. Następnym właścicielem został książę Eugeniusz Lubomirski, a jego spadkobiercy w roku 1912 sprzedali majątek hrabiemu Piotrowi Rostworowskiemu, który go w znacznej części rozparcelował.
Ksiądz Michał Sołtyk, będąc dworzaninem i wysłannikiem biskupa Kajetana Sołtyka, przywoził z podróży do Rzymu, Wiednia, Florencji i Wenecji dzieła różnych twórców. Kolekcja składała się z ponad 360 obrazów i sztychów, zbierał też wyroby rzemiosła artystycznego, minerały i kamienie szlachetne.
We wrześniu 1939 roku pałac został obrabowany przez Niemców, którzy wywieźli stamtąd m.in. makaty buczackie, kolekcję porcelany sewrskiej i miśnieńskiej oraz zabytkowe wazy, puchary, perskie dywany, rzeźby, szale kaszmirskie i 3 norymberskie zegary z XVII wieku.
Rostworowscy na początku lat 70. XX wieku resztówkę sprzedali Zakładowi numer 41 Zjednoczonych Zespołów Gospodarczych Inco-Veritas w Krakowie. Dwór w latach 1983–1986 został gruntownie odrestaurowany, a w parku po stronie północnej wybudowano kilka hal produkcyjnych. Od 1996 roku właścicielem była amerykańska firma NorthStar Ltd z siedzibą w Warszawie. Obiekt został ponownie odrestaurowany na przełomie lat 1999/2000 przez firmę NorthStar, która działała tu do 2005 roku. Po 2005 roku dworek jest w posiadaniu osoby prywatnej.

## Architektura
Obiekt wzniesiony w stylu klasycystycznym, murowany, parterowy z piętrową częścią środkową, prawdopodobnie według projektu Sebastiana Sierakowskiego. Wejście do dworu prowadzi przez wgłębiony portyk. Na piętrze znajdowała się kaplica. Z boku dobudowano parterową oranżerię. Dwór niedługo po wybudowaniu utrwalił na rysunku Zygmunt Vogel.

## Park
Przed pałacem od południowej strony znajduje się park krajobrazowy, zaznaczony na mapie z 1799 roku.